# Zdislavice
Zdislavice (en allemand : Sdislawitz) est un bourg (městys) du district de Benešov, dans la région de Bohême-Centrale, en République tchèque. Sa population s'élevait à 533 habitants en 2020.

## Géographie
Zdislavice se trouve à 6 km à l'est-sud-est de Vlašim, à 24 km au sud-est de Benešov et à 58 km au sud-est de Prague.
La commune est limitée par Rataje et Chlum au nord, par Javorník à l'est, par Kuňovice au sud-est, par Miřetice au sud, et par Vracovice, Vlašim et Řimovice à l'ouest.

## Histoire
La première mention écrite de la localité date de 1352.